# 圣马丁代孔布
圣马丹德孔布（法語：Saint-Martin-des-Combes，法語發音：[sɛ̃ maʁtɛ̃ de kɔ̃b]）是法国多尔多涅省的一个市镇，位于该省中部略偏南，属于贝尔热拉克区。

## 地理
圣马丹德孔布（44°57'24"N, 0°36'55"E）面积13.99 平方千米，位于法国新阿基坦大区多爾多涅省，该省份为法国西南部内陆省份，是法國本土面积第三大的省，大致对应佩里戈尔地区，北起顺时针与夏朗德省、上维埃纳省、科雷兹省、洛特省、洛特-加龙省、吉倫特省和滨海夏朗德省接壤。
与圣马丹德孔布接壤的市镇（或旧市镇、城区）包括：博雷加尔和巴萨克、富莱、克莱蒙德博雷加尔、圣乔治德蒙克拉尔、康普塞格雷、蒙塔尼亚克-拉克朗普斯、杜维尔。
圣马丹德孔布的时区为UTC+01:00、UTC+02:00（夏令时）。

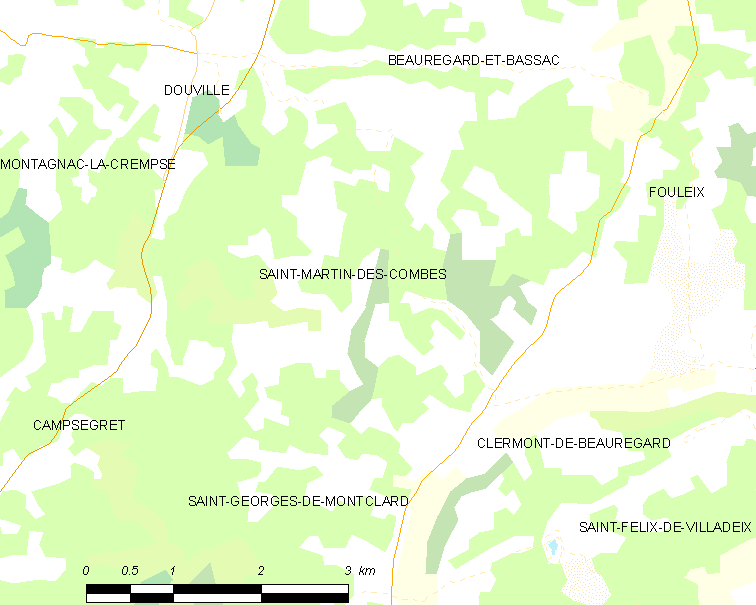
圣马丹德孔布的OSM定位图

## 行政
圣马丹德孔布的邮政编码为24140，INSEE市镇编码为24456。

## 政治
圣马丹德孔布所属的省级选区为中佩里戈尔县。

## 人口

1962-2008年间圣马丹德孔布人口变化图示

圣马丹德孔布于2022年1月1日时的人口数量为203人。